# Wohpekumen
Wohpekumen är i mytologin hos Yurokindianerna i Nordamerika den gudom som införde den sociala ordningen.
Han var den som såg till att kvinnor överlevde barnafödandet vilket kan förklaras av hans omtalade svaghet för kvinnor. Han såg också till att människorna alltid hade tillgång till fisk.